# 霎哈嘉靜坐
霎哈嘉靜坐，或稱霎哈嘉瑜伽、薩哈札（俱生）瑜伽靜坐（Sahaja Yoga Meditation）是由尼爾瑪拉·師利娃絲妲瓦（1923年—2011年），或稱師利‧瑪妲吉‧尼爾瑪拉‧德維（Shri Mataji Nirmala Devi）於1970年創立的一個新興宗教運動。

## 被認定為邪教
邪教專家Jean-Marie Abgrall表示：霎哈嘉瑜伽影響其成員的方式展現了邪教的經典特徵，其中包括擁有一位神一般的領導者、破壞現有關係、承諾安全和特定利益，同時要求忠誠和財務奉獻。
Judith Coney表示：霎哈嘉瑜伽的成員在面對非成員時，會掩飾他們的信仰。
2001年，根據英國《獨立報》報導，部份霎哈嘉瑜伽的前成員指控其為控制思想的邪教。在理念上，霎哈嘉瑜伽堅持要破壞所有家庭關係；哭泣的孩子可以被視為惡魔附身。此外，加入霎哈嘉瑜伽的費用非常昂貴。2005年，美國《紀錄報(北澤西)》報導：一些認為霎哈嘉瑜伽是邪教的批評者成立了自己的網站。
2001年，《倫敦旗幟晚報》報導：霎哈嘉瑜伽被描述為「危險的邪教」，並且有其前成員成立的批評網站。
社會學家David V. Barrett寫道：一些前成員表示，霎哈嘉瑜伽創始人對成員生活的控制程度太大，引起他們的擔憂，他們對此進行抵制，因而被驅逐離開。
奧地利環境、青年和家庭部表示：霎哈嘉瑜伽將創始人視為不容質疑的權威。

### 比利時政府與法院
2005年，比利時政府的有害宗教組織資訊及諮詢中心（IACSSO）發布了一項聲明，將霎哈嘉瑜伽列為基於印度教的綜攝邪教，並警告霎哈嘉瑜伽使用的招募技巧將對公眾，尤其是年輕人造成危害。 比利時霎哈嘉瑜伽因而控告IACSSO，法院初步裁決霎哈嘉瑜伽「不是邪教」。然而，在2011年的上訴中，這項裁決被推翻，最終判決結果為霎哈嘉瑜伽不得反駁IACSSO的聲明。

### 腳註
1. ↑  Jones, Lindsey (编).  2nd. Detroit: Macmillan Reference USA [Imprint]. 2005. ISBN 978-0-02-865997-8.
2. ↑  Melton, J. Gordon.  8th. Detroit: Gale. 2009: 1005. ISBN 978-0-7876-6384-1.
3. ↑  Coney, Judith. . Richmond: Curzon Press. 1999. ISBN 0-7007-1061-2.
4. 1 2  Abgrall, Jean-Marie. . Algora Publishing. 2000: 139–144.
5. ↑  Coney, Judith. . Richmond: Curzon Press. 1999. ISBN 0-7007-1061-2.
6. ↑  Chadwick, John. . The Record (Bergen County, New Jersey). 24 July 2005. （原始内容存档于20 March 2007）.
7. ↑  Crace, John. . 倫敦旗幟晚報. 18 July 2001.
8. ↑  Barrett, David V. . Cassell. 2001: 297–8. ISBN 0-304-35592-5.
9. ↑  Ministry for Environment, Youth and Family: Austrian Federal Government.  [Sects! Knowledge Protects]. lermanet.com. Translated by cisar.org 2nd (Vienna: Druckerei Berger). 1999  [17 April 2014]. （原始内容存档于21 June 2008）.
10. 1 2  Torfs R, Vrielink J. . Robbers G  (编).  3rd. Nomos Verlag. 2019: 24. ISBN 978-3-84-529626-5. doi:10.5771/9783845296265-11.
11. ↑  . IACSSO. 7 March 2005  [2024-12-11]. （原始内容存档于2024-12-20） （荷兰语）.
12. ↑   [Sahaja Yoga is not a cult]. De Morgen. 22 July 2008  [26 November 2011]. （原始内容存档于21 January 2012） （荷兰语）.

## 外部連結
- 霎哈嘉瑜伽台灣Sahaja Yoga Taiwan （页面存档备份，存于）
- 霎哈嘉瑜伽– Sahaja Yoga Hong Kong （页面存档备份，存于）
- 英文官方網站 （页面存档备份，存于）